# Герб Роздільнянського району
Герб Роздільня́нського райо́ну затверджений 15 червня 2012 р. рішенням Роздільнянської районної ради.

## Опис
На синьому полі герба ввігнуте зелене перекинуте понижене вістря, закінчене нитяною облямівкою з перемінних срібних і чорних прямокутників, у якому золотий сніп із двадцяти колосків, перев'язаних червоною стрічкою.
Щит розміщено на золотому картуші, верхня частина якого еклектична, а нижня виконана з грон винограду. Унизу чорними літерами напис — Роздільнянський район. Щит увінчаний золотою територіальною короною.

## Значення
Сніп — емблема родючості, землеробства та животворної сили. Двадцять колосків є символом єдності сільських, селищної, міської рад району, а також добробуту та достатку, основою яких є праця на землі.
Виноградний орнамент у картуші вказує на поширення виноградарства у районі та є символом родючості та багатства.
Нитяна облямівка перемінних срібних і чорних прямокутників нагадує залізницю.
Золотий колір є символом багатства, благородства, достатку.
Зелений колір символізує родючість і процвітання сільського господарства. Лазуровий колір доповнює символіку неба та води, красу та велич двох лиманів, а також показує прагнення до краси, миру, єдності.
Герб розміщений у золотому картуші, який рекомендований Українським геральдичним товариством та прикрашений золотою територіальною короною, яка вказує. на статус району.
Прапор району являє собою прямокутне полотнище зі співвідношенням ширини до довжини 2:3, яке складається з трьох вертикальних смуг — синьої, зеленої та синьої (співвідношення їхніх сторін дорівнює 2:3:2). У центрі зеленої смуги — жовтий сніп із двадцяти колосків, перев'язаних червоною стрічкою, під яким жовте гроно винограду із листям та лозою.
Малюнок прапора побудований на основі кольорового вирішення герба і має таку ж символіку.